# VfR 1915 Schweidnitz
Der VfR 1915 Schweidnitz (vollständiger Name Verein für Rasenspiel 1915 Schweidnitz) war ein deutscher Sportverein aus der niederschlesischen Stadt Schweidnitz (heute Świdnica, Polen). 

## Geschichte

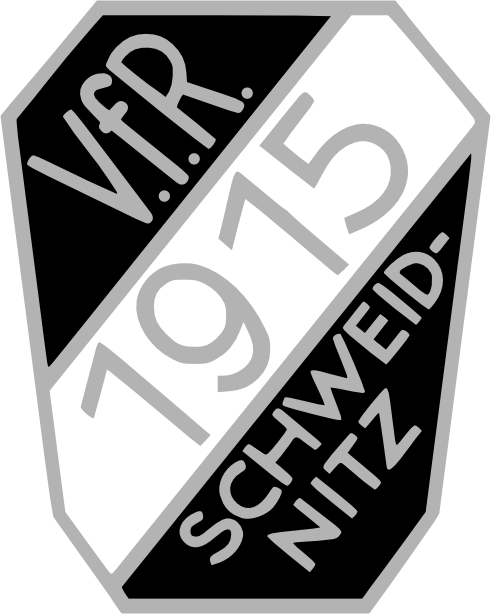
Altes Logo des VfR 1915 Schweidnitz.
(1915–1931)

Der Verein wurde 1915 als VfR 1915 Schweidnitz gegründet und gehörte dem Südostdeutschen Fußball-Verband an. 1928 und 1930 wurde der Verein Bergland Meister und damit die Teilnahme an der südostdeutschen Endrunde.
Am 31. August 1933 wurde der VfR Schweidnitz mit dem SV Preußen zum DSV Schweidnitz zusammengeschlossen, der wiederum 1945 erlosch.

## Erfolge
- 2× Bergland Meister: 1928, 1930